# 1270-е годы
1270-е (ты́сяча две́сти семидеся́тые) го́ды по юлианскому календарю — промежуток времени с 1 января 1270 года по 31 декабря 1279 года, включающий 1270 год 7-го десятилетия   и с 1271 по 1279 годы    8-го десятилетия XIII века 2-го тысячелетия.  Они закончились 746 лет назад.

## Важнейшие события
- Монгольское завоевание империи Южная Сун (1235—1279). Династия Юань основана в Китае (1271—1368; Хубилай).
- Восьмой крестовый поход (1270) закончился неудачей. Смерть короля Людовика IX в Тунисе.
- Восстание Самбёльчхо[англ.] (1270—1273) в Корё против монголов и послушного им корейского короля. Под натиском монголов восставшие отступили на юг и укрепились на острове Чечжудо (Квельпарт).
- Первая попытка монгольского вторжения в Японию (1274).
- Битва у Дюрнкрута (1278) между армиями чехов (Пржемысл Отакар II) и Священной Римской империей (Рудольф I; Ласло IV Кун).
- Закон «Право мёртвой руки» введён в Англии (1279; Эдуард I).

## Правители
- В 1272 году Карл I Анжуйский провозгласил себя королём Албании.

## Культура
- Фома Аквинский (1225—1274). «Сумма теологии».
- Путешествия Марко Поло (1271—1291/1295);